# Třída UB I
Třída UB I byla třída pobřežních ponorek německého císařského námořnictva z období první světové války. Vyznačovaly se malými rozměry a jednoduchou konstrukcí, umožňující jejich rychlou stavbu. Celkem bylo postaveno 20 jednotek této třídy. Z toho bylo 17 jednotek postaveno pro Německo a tři další pro Rakousko-Uhersko. Rakousko-uherské námořnictvo navíc získalo dvě ponorky původně určené pro německé námořnictvo. Posledním zahraničním uživatelem třídy bylo Bulharsko s jedním člunem. Ponorky prošly úspěšnou prvoválečnou službou. Po jejím skončení byly přeživší ponorky předány vítězům a sešrotovány. Na základě ponorek UB I byly vyvinuty ještě malé minonosné ponorky třídy UC I.

## Pozadí vzniku

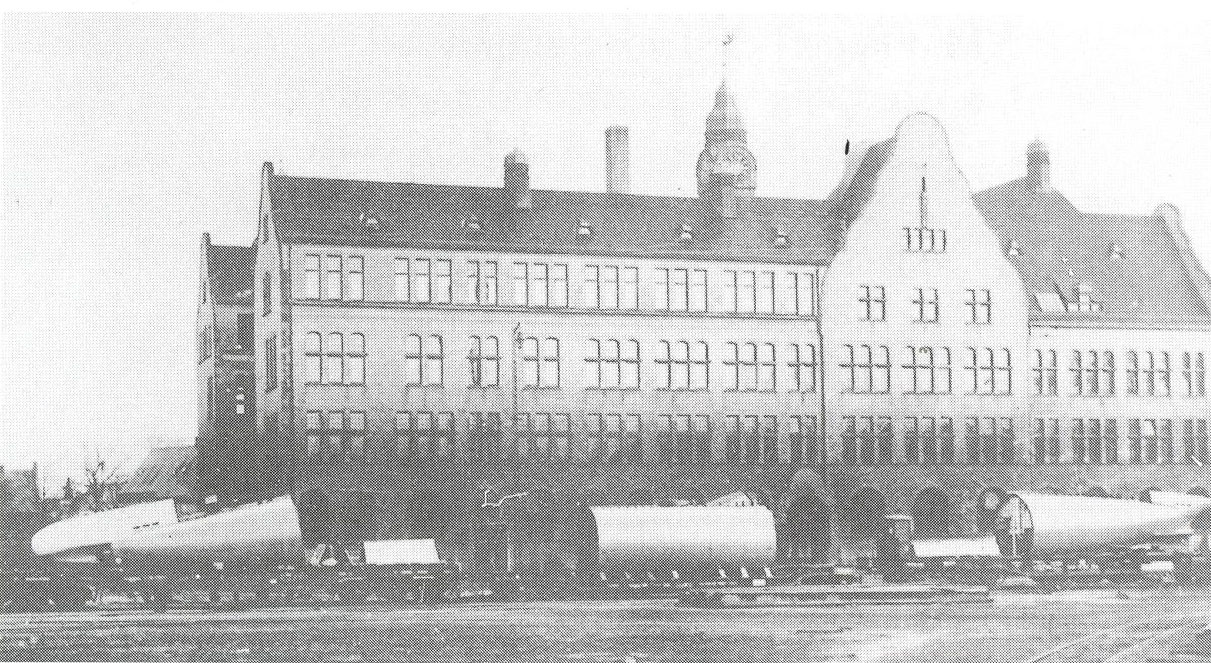
Německá ponorka SM UB 13 naložená na železničních vagónech

V roce 1914 Německo okupovalo Belgii a získalo tak přístup k tamním přístavům Zeebrugge a Ostende. Ty měly výbornou polohu pro ponorkové operace proti námořní dopravě v Lamanšském průlivu a přilehlém Severním moři s cílem narušovat zásobování evropského bojiště. Německé oceánské ponorky byly pro takové nasazení zbytečně velké, a proto byly objednány malé ponorky typu UB I. Vývoj ponorek probíhal v kielské loděnici Germaniawerft pod vedením Dr. Hanse Techela. Vyznačovaly se malými rozměry, umožňujícími jejich přepravu po železnici (maximální šířka 3,15 m, potřebné byly čtyři vagóny) a jednoduchou konstrukcí umožňující jejich velmi rychlou stavbu.
Dne 15. října 1914 byla objednána stavba 15 ponorek tohoto typu, z toho osm ponorek první série (UB 1–UB 8) od loděnice Germaniawerft a dalších sedm člunů (UB 9–UB 15) od loděnice AG Weser v Brémách. Dne 25. listopadu 1914 byly u loděnice AG Weser objednány ještě dvě ponorky (UB 16, UB 17) náhradou za dva čluny předané Rakousku-Uhersku. Mezi ponorkami obou výrobců existovaly drobné odlišnosti. Jejich stavba byla skutečně velmi rychlá. Prototyp byl dokončen pouhých 109 dnů od objednání a 75 dnů od založení kýlu. Celý stavební program pro německé námořnictvo byl uzavřen 21. dubna 1915. Německé námořnictvo nadále dostávalo větší ponorky zdokonalené třídy UB II.
Pět ponorek tohoto typu získalo Rakousko-uherské námořnictvo, které se za války potýkalo se silným nedostatkem této kategorie plavidel. Ponorky typu UB I si vybralo, neboť je mohlo získat rychle a zároveň je šlo do Puly přepravit po železnici. Jako první byly předány původně německé ponorky UB 1 a UB 15, přejmenované na U 10 a U 11. Přímo pro Rakousko-Uhersko pak byly postaveny ještě další tři čluny U 15–U 17, které byly náhradou za zrušenou dodávku pěti oceánských ponorek objednaných u německých loděnic. Celkový počet postavených ponorek této třídy tím stoupl na konečných 20 kusů.
Jednotky třídy UB I:
| Jméno    | Uživatel         | Loděnice            | Založení kýlu | Spuštěna | Vstup do služby | Status |
| -------- | ---------------- | ------------------- | ------------- | -------- | --------------- | --- |
| SM UB 1  | Německo          | Germaniawerft, Kiel | 1914          | 1915     | 22. ledna 1915  | Předána Rakousko-uhersku jako SM U 10. Dne 9. července 1918 poblíž Caorle těžce poškozena minou, najela na břeh. Později odvlečena do Terstu k opravám, ty ale nebyly dokončeny. Po válce v rámci reparací předána Itálii a roku 1920 sešrotována. |
| SM UB 2  | Německo          | Germaniawerft, Kiel | 1914          | 1915     | 1915            | Sešrotována 1919. |
| SM UB 3  | Německo          | Germaniawerft, Kiel | 1914          | 1915     | 1915            | V květnu 1915 ztracena poblíž Smyrny. |
| SM UB 4  | Německo          | Germaniawerft, Kiel | 1914          | 1915     | 1915            | Dne 15. srpna 1915 v Severním moři potopena lodí Q Inverlyon. |
| SM UB 5  | Německo          | Germaniawerft, Kiel | 1914          | 1915     | 1915            | Sešrotována 1919. |
| SM UB 6  | Německo          | Germaniawerft, Kiel | 1914          | 1915     | 1915            | Dne 18. března 1917 internována v Nizozemsku. Po válce předána Francii v rámci reparací. Sešrotována 1921. |
| SM UB 7  | Německo          | Germaniawerft, Kiel | 1914          | 1915     | 1915            | V říjnu 1916 v Černém moři potopena ruským letadlem. |
| SM UB 8  | Německo          | Germaniawerft, Kiel | 1914          | 1915     | 1915            | Dne 25. května 1916 ji zakoupilo Bulharsko jako Podvodnik č. 8. Po válce předána Francii v rámci reparací. Sešrotována 1921 v Bizertě. |
| SM UB 9  | Německo          | AG Weser, Brémy     | 1914          | 1915     | 1915            | Sešrotována 1919. |
| SM UB 10 | Německo          | AG Weser, Brémy     | 1914          | 1915     | 1915            | Roku 1918 upravena na minonosnou ponorku. Dne 5. října 1918 zničena vlastní posádkou, aby nebyla ukořistěna Francouzi. |
| SM UB 11 | Německo          | AG Weser, Brémy     | 1914          | 1915     | 1915            | Sešrotována 1919. |
| SM UB 12 | Německo          | AG Weser, Brémy     | 1914          | 1915     | 1915            | Roku 1918 upravena na minonosnou ponorku. V srpnu 1918 se u pobřeží Flander potopila na mině. |
| SM UB 13 | Německo          | AG Weser, Brémy     | 1914          | 1915     | 1915            | Dne 24. dubna 1916 potopena u belgického pobřeží. Pravděpodobně zničena minou. |
| SM UB 14 | Německo          | AG Weser, Brémy     | 1914          | 1915     | 1915            | Sešrotována 1919. |
| SM UB 15 | Německo          | AG Weser, Brémy     | 1914          | 1915     | 1915            | Předána Rakousko-uhersku jako SM U 11. Sešrotována 1919. |
| SM UB 16 | Německo          | AG Weser, Brémy     | 1914          | 1915     | 1915            | Roku 1918 upravena na minonosnou ponorku. Dne 10. května 1918 v Severním moři potopena britskou ponorkou HMS E34. |
| SM UB 17 | Německo          | AG Weser, Brémy     | 1914          | 1915     | 1915            | Roku 1918 upravena na minonosnou ponorku. V březnu 1918 ztracena v Severním moři. |
| SM U 15  | Rakousko-Uhersko | AG Weser, Brémy     |               |          | květen 1915     | Sešrotována 1920. |
| SM U 16  | Rakousko-Uhersko | AG Weser, Brémy     |               |          | 26. dubna 1915  | Dne 17. října 1916 byla při úktoku na konvoj taranována a potopena plavidlem Borminda. |
| SM U 17  | Rakousko-Uhersko | AG Weser, Brémy     |               |          | 21. dubna 1915  | Sešrotována 1920. |

## Konstrukce

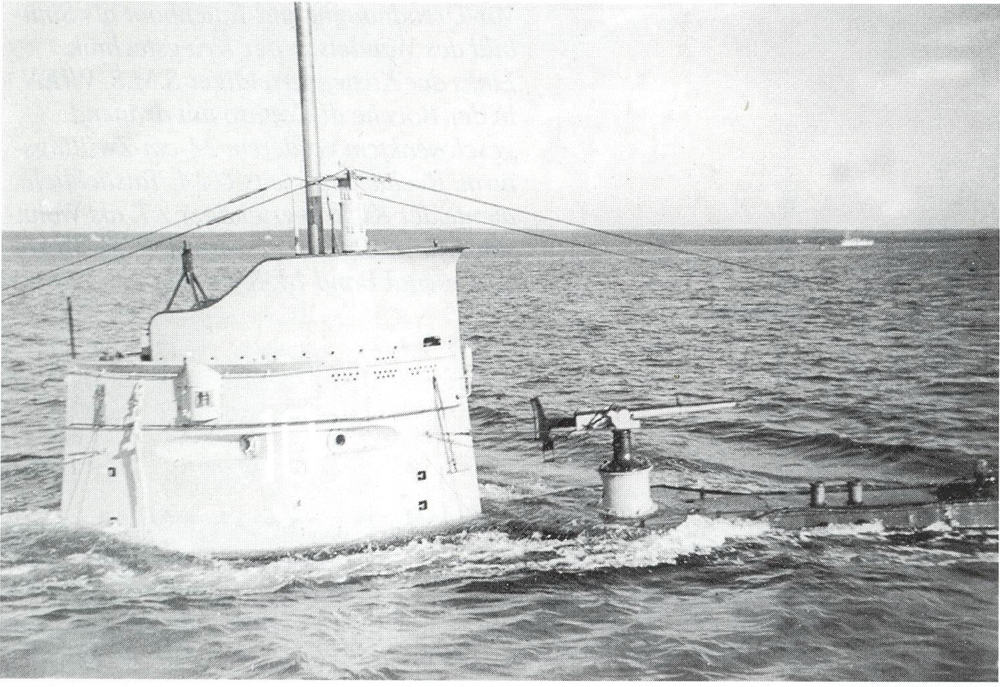
Rakousko-uherská ponorka SM U 10

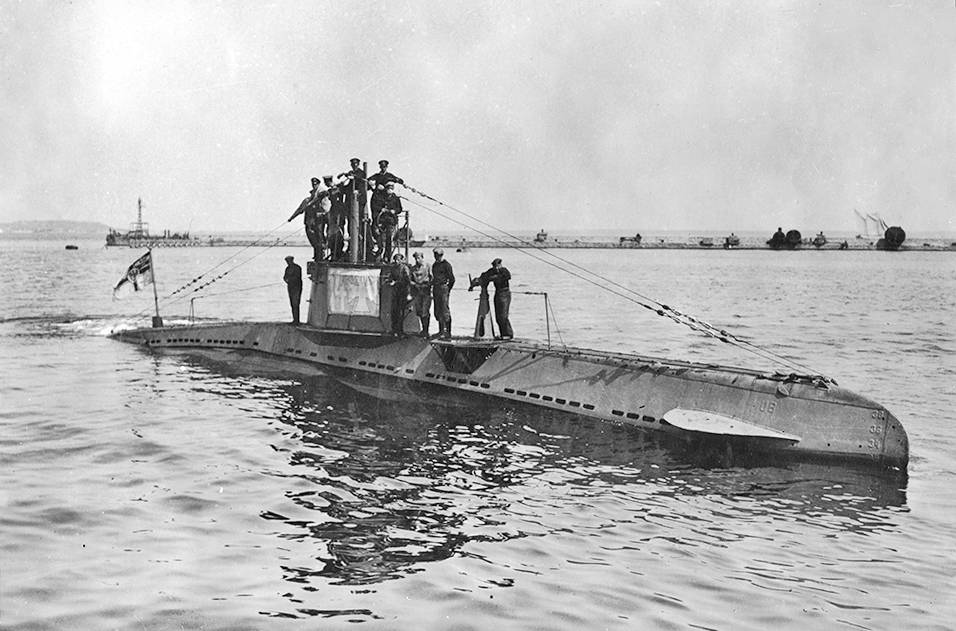
Německá ponorka SM UB 14

Ponorky měly jednotrupou koncepci a výtlak pouhých 142 tun. Bylo možné je rozdělit na pět sekcí a ty přepravovat po železnici. Ponoření jim trvalo 33 vteřin. Výzbroj tvořil jeden 7,9mm kulomet a dva příďové 450mm torpédomety. Nesena byla pouze dvě torpéda. Pohonný systém tvořil jeden dieselový čtyřválec Daimler (druhá skupina měla diesely Kortig) o výkonu 60 hp a jeden elektromotor Siemens Schuckertwerke. o výkonu 120 hp, pohánějící jeden lodní šroub. Ponorky první série dosahovaly rychlosti 6,5 uzlu na hladině a 5,5 uzlu pod hladinou. Na hladině měly dosah až 1650 námořních mil. Ponorky druhé série měly rychlost 7,5 uzlu na hladině a 6,2 uzlu pod hladinou. Jejich dosah byl 1500 námořních mil na hladině při rychlosti 5 uzlů a 5 námořních mil pod hladinou při rychlosti 4 uzly.

### Modifikace
Některé německé ponorky byly během služby přezbrojeny malorážovými kanóny. Na Rakousko-uherských ponorkách byl v říjnu 1916 kulomet nahrazen 37mm kanónem. V listopadu 1917 tyto kanóny nahradil 47mm kanón. Odlišnou výzbroj dostala pouze U 14.
Německé ponorky UB 10, UB 12, UB 16 a UB 17 byly roku 1917 upraveny pro nesení min. Trup byl prodloužen na délku 32 metrů, výtlak stoupl na 147 tun na hladině a 161 tun pod hladinou. Torpédomety nahradily čtyři šachty pro vypouštění min. Těch bylo neseno osm kusů.

## Operační služba

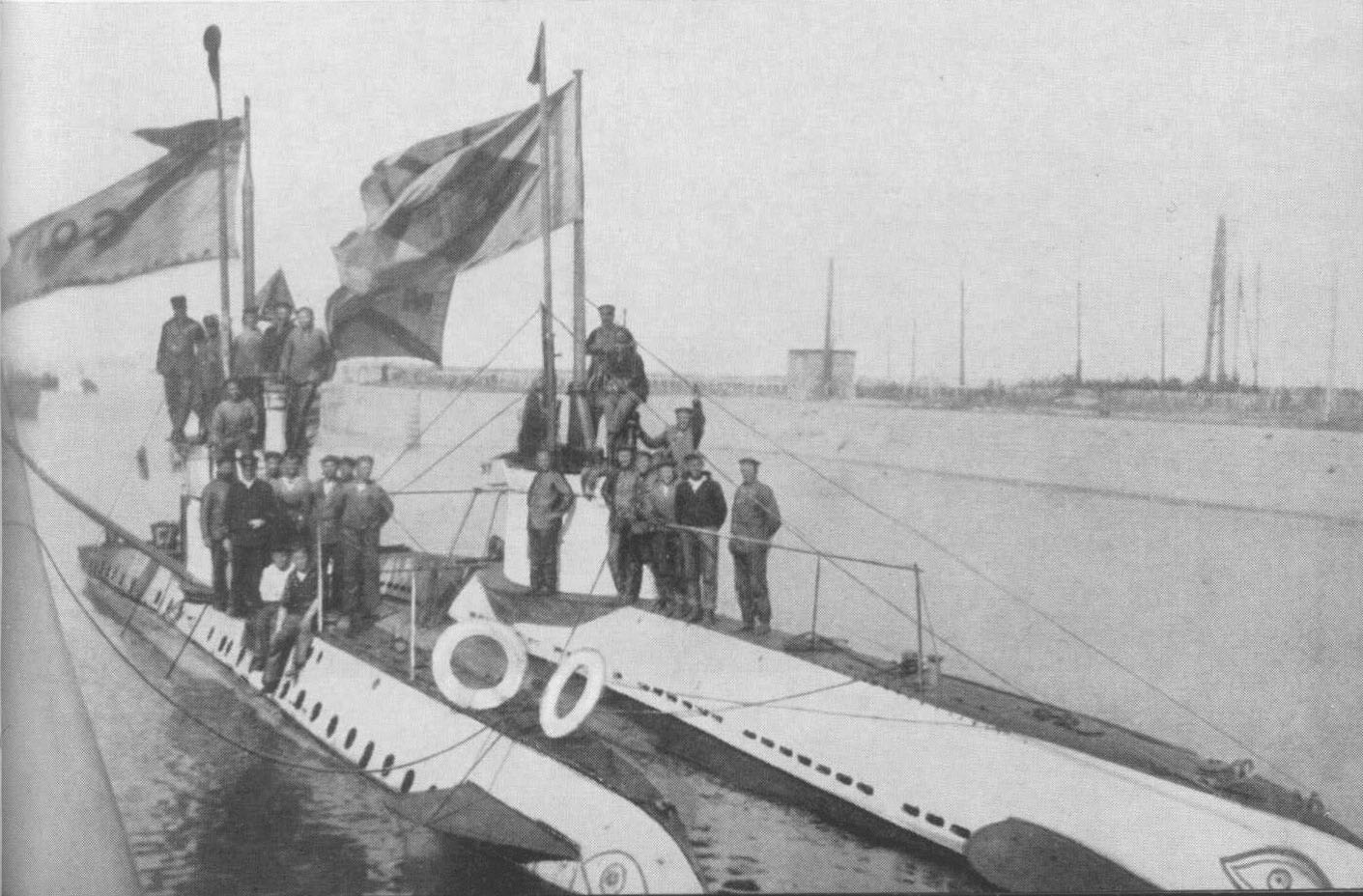
Německé ponorky SM UB 2 a SM UB 6 v Zeebrugge

Ponorky typu UB I byly za První světová válka nasazeny v Severním, Jaderském a Černém moři. Ve Flandrech byly nasazeny ponorky UB 2, UB 4, UB 5, UB 6, UB 10, UB 12, UB 13, UB 16 a UB 17. Část byla během služby přestavěna pro kladení min.
Šest německých člunů bylo po železnici přepraveno do Puly. Zatímco UB 1 a UB 15 byly předány Rakousko-uherskému námořnictvu, ponorky UB 3, UB 7, UB 8, UB 14 se vydaly na cestu přes Dardanely do Černého moře. Ponorka UB 3 byla potopena poblíž Smyrny, ale zbývající tři cestu zvládly a operovaly z Varny. V další službě byla UB 7 potopena, UB 8 prodána Bulharsku a UB 14 zajata.

## Uživatelé
Bulharsko

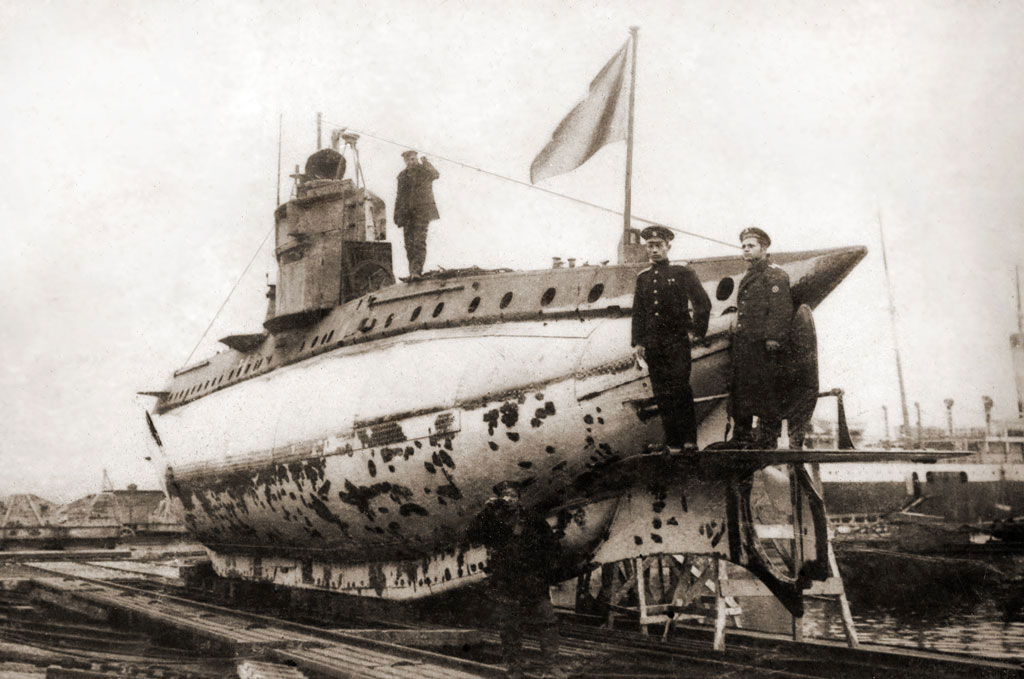
Jediná bulharská ponorka typu UB I

- Bulharské námořnictvo – V letech 1916–1918 provozována jediná ponorka Podvodnik č. 8 (ex UB 8). Plánovanému zakoupení sesterské ponorky UB 7 zabránilo její potopení.[6]

 Německá říše
- Kaiserliche Marine – V letech 1915–1918 provozovala celkem 17 ponorek této třídy. Dvě z nich byly roku 1915 předány Rakousku-Uhersku.[1]

 Rakousko-Uhersko
- Rakousko-uherské námořnictvo – V letech 1915–1918 provozováno pět ponorek tohoto typu.[4]